# وایتسبورو (اکلاهما)
وایتسبورو(به انگلیسی: Whitesboro) شهری در ایالت اکلاهما کشور ایالات متحده آمریکا است که جمعیت آن در سرشماری سال ۲۰۱۰ میلادی، ۲۵۰ نفر بوده است.